# Yevgueni Abramián
Yevgueni Arámovich Abramián (en ruso: Евге́ний Ара́мович Абрамя́н; nacido en 3 de agosto de 1930-Moscú, 23 de diciembre de 2014) fue un físico, profesor y doctor en Ciencias de la Ingeniería soviético/ruso. Ganador del Premio Estatal de la URSS, fue uno de los fundadores de varias direcciones de investigación de tecnología nuclear en la Unión Soviética. Autor de más de cien invenciones y varios libros de física aplicada, Yevgueni Abramián encabezó equipos de investigación en varias instituciones, como el Instituto Kurchátov de Energía Atómica, el Instituto Budker de Física Nuclear, y el Instituto de las Altas Temperaturas de la Academia Rusa de las Ciencias. En la década de 1960, supervisó la creación de una nueva disciplina de investigación, ingeniería física, en la Universidad Técnica del Estado de Novosibirsk, a su vez que presidió los altos cargos de la misma. En años posteriores, Yevgueni Abramián ha publicado una serie de obras de ciencias políticas y globalisticas.

## Biografía
Yevgueni Abramián nació en Tbilisi, Georgia, en 1930. En 1947 se graduó en la escuela con medalla de oro y comenzó sus estudios superiores en la Universidad Técnica Estatal Bauman de Moscú (hoy Universidad Técnica del Estado), realizando especiales estudios en el Departamento de Cohetería, y Departamento de Ingeniería Física, recibiendo la beca de Stalin.
1951 — Ejerció en el Instituto de Ingeniería Física de Moscú (entonces llamado Instituto de Moscú de la Mecánica), se graduó en 1953.
1953-1958 — Trabajó en el Instituto de Energía Atómica Kurchatov.
1952-1957 — Durante los veranos, trabajó como instructor de escalada de montaña en el Cáucaso durante un lapso de 5 años.
1958-1972 — Presidió el laboratorio en el Instituto de Física Nuclear de la Seccional de Siberia de la Academia de Ciencias de Rusia (Novosibirsk), surgiendo como uno de los fundadores del instituto.
1962-1972 — Supervisó la creación de una nueva disciplina de investigación: "ingeniería física" en la Universidad Técnica del Estado de la ciudad de Novosibirsk, (NSTU), a partir de mayo de 1966 y hasta febrero de 1972 Yevgueni Abramián dirigió el Departamento de Instalaciones y Aceleradores de Electrofísica y emergió entre los fundadores de la universidad del Departamento de Ingeniería Física.
1972-1993 — A cargo del departamento en el Instituto de Altas Temperaturas de la Academia de Ciencias de Rusia (Moscú), donde formó un nuevo equipo de investigación para el estudio de la alta intensidad de los haces de electrones.

## Publicaciones
Yevgueni Abramián es autor de más de noventa artículos científicos y cien invenciones. Sus obras principales son la dirección de corriente fuerte de haces de electrones, la recuperación de la energía de carga de haces de partículas, aceleradores industriales, generadores de radiación de alta intensidad, transformadores de alta tensión, así como cuestiones de ciencia política, globalización y futurología.
- Y.А. Abramián, G.I. Budker, G.V. Glagolev, A.A. Naumov: Betatron With Spiral Accumulation of Electrons // Journal of Technical Physics, 1965.
- Y.А. Abramián, On Possibilities of Transformer Type Accelerators // Nucl. Instrum. and Methods. 1968.
- Y.А. Abramián, S.B. Vasserman, V.A. Tsukerman et al.: Short Pulse High Intensity Hard X-Ray Generator // Proceedings of the Russian Academy of Sciences, 1970.
- Y.А. Abramián, The Generation of Intensive Relativistic Electron Beams // The Gordon Conference on Plasma Physics, Seattle, 1970, EE.UU.
- Y.А. Abramián, A.N. Sharapa: Experiments on the Electron Beam Energy Recuperation // Laboratory Equipment and Techniques, 1971.
- Y.А. Abramián, V.A.Gaponov. An Electron Tube, Patent №387667 (Inglaterra), 1972.
- Y.А. Abramián, High-Voltage Pulse Generators of the Base of the Shock Transformer // Pulsed Power Conf.Lubbock, EE.UU.,1976
- Y.А. Abramián, B.A. Alterkop, G.D. Kuleshov. Report on the 2nd Intern. Topic. Conf. on High Power Electron and Ion Beam Res. and Technology. Ithaca, EE.UU., 1977
- Y.А. Abramián, Industrial Electron Accelerators. Atomic Energy Review, v. 16, №3, 1978
- Y.А. Abramián, E.E.Finkel. Electron Beam in Cable Engineering // Trans. 2nd Intern. Meet. Rad. Proc. Miaimi, 1978
- Y.А. Abramián, B.A. Alterkop, G.D. Kuleshov: Energy Transmission in Electron Beam: Problems and Prospects // Electricity Journal, 1983.
- Y.А. Abramián, B.A. Alterkop, G.D. Kuleshov: High Intensity Electron Beams: Physics, Engineering, Applications, М.: Energoatomizdat, 1984.
- Y.А. Abramián:  Industrial Electron Accelerators and Applications. — М.: Energoatomizdat, 1986.
- Y.А. Abramián:  Industrial Electron Accelerators and Applications. — Nueva York: Hemisphere Publishing Corp., 1988 (versión en inglés)
- Y.А. Abramián: How Long Are We Expected to Live? Analysis of the World Situation and Prospects for the Future. — М.: Terika, 2006. — 536 p.
- Y.А. Abramián: The Destiny of Civilization. What Awaits Us in the 21st Century. — М.: Terika, 2007.
- Y.А. Abramián: Civilization in the 21st Century. Analysis of the World Situation and Prospects for the Future. — М.: Terika, 2008.
- Y.А. Abramián: Civilization in the 21st Century. Analysis of the World Situation and Prospects for the Future (en inglés)